# S/S Frithiof (1897)
S/S Frithiof är en ångslup från 1897 som trafikerar farvattnen runt Stockholm.

## Historik
Ångslupen byggdes i Stockholm 1897 för Stockholms Ångslups AB till den stora Konst- och Industriutställningen och användes under utställningen för att transportera utställningsbesökare till olika platser runt Stockholm. Efter utställningen gick båten i reguljär trafik i huvudsak på Mälarens vatten. Efter 1950 när ångmaskiner ansågs för ålderdomliga lades båten upp på Beckholmen. Efter ett antal år i förfall brann fartyget under pågående renovering och låg därefter oanvänd ända fram till 1998 då några ångbåtsentusiaster fick vetskap om fartygets öde. Båten ägdes då av Föreningen Stiftelsen Skärgårdsbåten som hade lagt renoveringsplanerna på is på grund av brist på kapital.

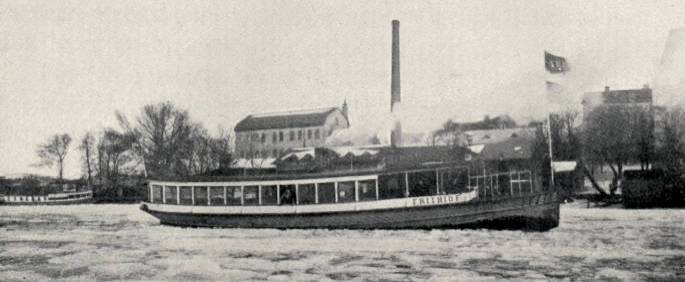
S/S Frithiof omkring 1913.

Sjökapten Claes Insulander, kapten på S/S Mariefred, lyckades intressera Knut Göran Knutsson, grundare av handelsföretaget KG Knutsson AB, för båten och tillsammans drog de upp planerna på en totalrenovering av fartyget till det skick den hade som nybyggd. År 1998 köptes båten för en krona av Ångfartygsaktiebolaget Stockholms Omgifningar, som då ägdes av Knut Göran Knutsson.
Ångmaskinen är den ursprungliga maskinen som satt i fartyget och plockades ner helt och helrenoverades. Många enskilda delar måste nytillverkas. Ursprungligen var ångmaskinen dold för passagerarna men vid renoveringen beslöt man att göra den synlig genom att anordna en öppning ner till kölsvinet med staket så att passagerarna kan se hela maskineriet under gång. Den koleldade ångpannan byttes dock ut mot en oljeeldad panna. I övrigt är fartyget återställt in i minsta detalj som den var vid leveransen 1897. Den första delen av renoveringen som inleddes på våren 1999 var avslutad 2002, lagom till Stockholms 750-årsjubileum där Frithiof deltog tillsammans med Stockholms övriga ångbåtsflotta. En stor kortege utgick från Kungliga slottet till Riddarholmen.
Kostnaden för helrenoveringen har uppskattats till omkring 10 miljoner kronor. (värdeår, 2002).
Idag används S/S Frithiof för chartertrafik i Saltsjön och i Mälaren och är klassad för att ta 62 passagerare. Hemmahamnen är vid Beckholmen.